# Acontia neocula
Acontia neocula är en fjärilsart som beskrevs av Smith 1900. Acontia neocula ingår i släktet Acontia och familjen nattflyn. Inga underarter finns listade i Catalogue of Life.